# Nitrolsäuren
Nitrolsäuren sind Reaktionsprodukte primärer Nitroalkane mit salpetriger Säure:
Hingegen werden durch die Umsetzung sekundärer Nitoalkane mit salpetriger Säure Pseudonitrole erhalten.

## Eigenschaften
In kristallinem Zustand sind Nitrolsäuren farblos. Mit Alkalilaugen bilden sich Alkalisalze:
Durch die Mesomeriemöglichkeiten sind die Alkalisalze der Nitrolsäuren rot gefärbt.